# Hafen Bamberg

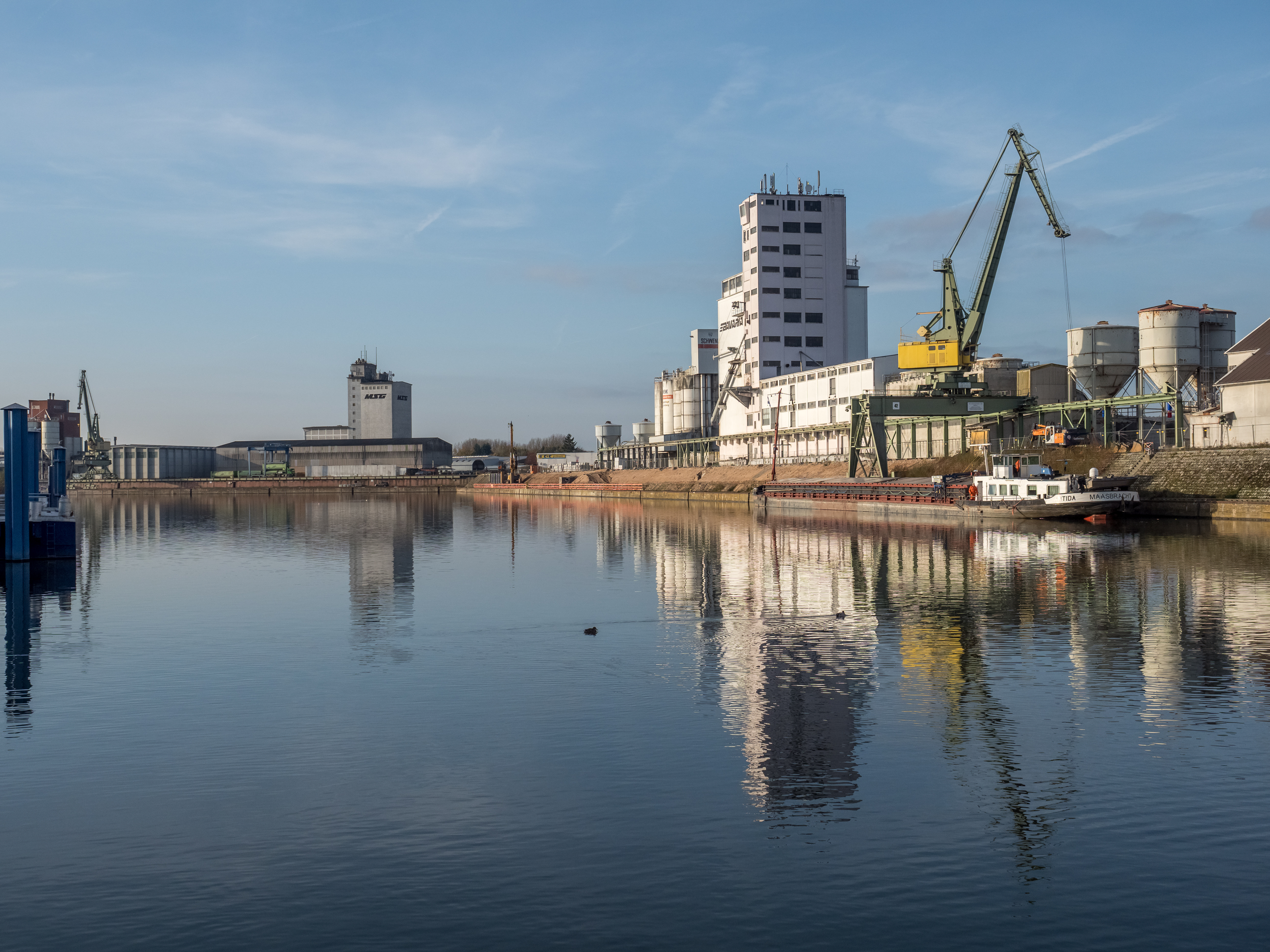
Der Hafen Bamberg im Jahr 2016

Der Hafen Bamberg besteht aus zwei Hafenbecken am Main-Donau-Kanal in Bamberg und hat neben den Einrichtungen eines Frachthafens auch eine Anlegestelle für Flusskreuzfahrtschiffe.
Die Gesamtfläche des Hafenareals beträgt 96 Hektar. Betreiber des Hafens ist die Bayernhafen GmbH & Co. KG, die in Bayern weitere Binnenhäfen im Eigentum des Freistaats Bayern betreibt. Die gesamte Länge der Kaianlagen in den beiden Hafenbecken umfasst 1900 m. Es stehen sechs Hafenkräne zur Verfügung. Das rund 8,5 Kilometer umfassende Gleisnetz des Hafens ist an das Netz der Deutschen Bahn angeschlossen.
Der Hafen Bamberg fungiert als multimodales Güterverkehrszentrum. Der Schwerpunkt im Güterumschlag liegt im Bereich der Agrarprodukte, zum Beispiel Getreide oder Dünger. Aber auch Steine, Mineralöl, Metallabfälle, Stückgüter und Container werden umgeschlagen.
Circa 75 Unternehmen aus Logistik, Produktion, Recycling, Versorgung und Dienstleistung nutzen den Hafen als Unternehmensstandort. Die Betriebe im Hafen beschäftigen rund 1.800 Mitarbeiter.
Im Jahr 2016 hatte der Hafen Bamberg mit 322.311 t Schiffsgüterverkehr einen Anteil von 4,49 % des Schiffsgüterverkehrs in Bayern, der 2016 bei insgesamt 7.174.477 t lag.

## Geschichte
Bereits 1062 wurden Bamberger Kaufleute als Nutzer der Regnitz-Main-Wasserstraße urkundlich erwähnt. 1348 wurde im Bamberger Rechtsbuch erstmals eine Schiffsverladung in Bamberg genannt und 1771 eine fürstbischöfliche Lagerhausverordnung und der Bau einer Waage erlassen. Anfang des 19. Jahrhunderts (1819) wurde dann die Trassenuntersuchung für einen Verbindungskanal zwischen Main und Donau abgeschlossen und kurz darauf 1836 eine Schiffsverbindung zwischen Bamberg und Köln eingerichtet. Nach 10 Jahren Bauzeit eröffnete der bayer. König Ludwig I. 1846 den Ludwig-Donau-Main-Kanal, der in Bamberg beginnt und in Kelheim endet. Anfang des 20. Jahrhunderts wurde 1912 nördlich der Stadt der neue Prinz-Ludwig-Hafen errichtet und 1958 ein weiterer Bayerischer Landeshafen, der den alten, 1912 erbauten städtischen Prinz-Ludwig-Hafen ersetzte. Dazu wurde am 13. Mai 1958 die Hafenverwaltung Bamberg eingerichtet. Die Einweihung des Hafens fand am 25. September 1962 statt, gleichzeitig konnte der Abschluss des Mainausbaus gefeiert werden. Bereits kurze Zeit später im Jahr 1966 wurden im neu errichteten Hafen insgesamt mehr als 3.000.000 Tonnen Güter umgeschlagen. Der Hafen in Bamberg entwickelte sich mehr und mehr Weiterentwicklung zum modernen multimodalen Güterverkehrszentrum von überregionaler Bedeutung. Zuletzt wurde 2008 das neue Containerterminal der baymodal Bamberg in Betrieb genommen.

## Hafenbahn
Die Hafenbahn Bamberg bindet den Hafen Bamberg an das Gleisnetz der DB AG an. Sie besteht aus der Anschlussbahn mit der VzG-Streckennummer 5101, dem Hafenbahnhof und mehreren Ladegleisen. Die gesamte Gleislänge beträgt 8,5 km. Die Anschlussbahn zweigt bei km 0,9 von der Bahnstrecke Bamberg–Rottendorf ab und kreuzt bei km 1,1 die Coburger Straße mit einem höhengleichen Bahnübergang. Im Anschluss umfährt sie in einem Bogen den Bamberger Hauptfriedhof und kreuzt die Hallstadter Straße im Bereich der Einmündung Laubanger. Kurz darauf zweigt ein Gleis in Richtung Kai und der Hafenbahnhof wird erreicht.
Der Hafenbahnhof besteht aus fünf Gleisen. Die beiden nördlichen Gleise 3 und 4 haben eine Nutzlänge von jeweils 360 m werden als Ladegleise des KV-Terminals genutzt. Dort werden Wechselbrücken und Container mithilfe zweier Reach-Stacker zwischen Straße und Schiene umgeschlagen.
Bereits in den 1960er Jahren wurde eine alternative Schienenanbindung ohne eine höhengleiche Kreuzung der Coburger und Hallstadter Straße gesucht. Als Lösung wurde damals die sogenannten „Hafengleis-Nordzufahrt“ gefunden, jedoch nicht umgesetzt.
Im Rahmen des Verkehrsprojekts Deutsche Einheit Nr.  8 wird die Eisenbahninfrastruktur Bahnhof Bamberg ausgebaut. Hierbei stellt die bestehende Hafenbahn ein betriebliches Hindernis dar, weshalb der Bau der „Hafengleis-Nordzufahrt“ unter Auflassung der bestehenden Hafenbahn geplant ist. Die Neubaustrecke soll zukünftig bei km 2,540 der Bahnstrecke Bamberg–Rottendorf abzweigen. Kurz nach dem Abzweig soll sie die Dr.-Robert-Pfleger-Straße mit einer Straßenüberführung kreuzen und parallel zur Bundesautobahn 70 schwenken. Dort soll die Strecke nördlich des bestehenden Industriegebiets verlaufen. Vor dem Autobahnzubringer soll die Strecke in Richtung Süden schwenken und die Emil-Kemmer-Straße mit einer Straßenüberführung kreuzen. In einem weiteren Bogen die Strecke einen Einkaufsmarkt umfahren und dann in einer Geraden zwischen den Gewerbeansiedlungen in Richtung der bestehenden Hafengleisanlagen verlaufen, die nach rund zwei Kilometer erreicht werden. Die Neubaustrecke und der Hafenbahnhof sollen elektrifiziert werden, sodass zukünftig ein Triebfahrzeugwechsel entfällt. Die bestehende Anschlussbahn (VzG-Streckennummer 5101) soll mitsamt der Bahnübergängen rückgebaut werden.

## Güterumschlag und Personenverkehr
Gesamt Güterumschlag nach Verkehrsträgern (in 1000 Tonnen)
| Jahr | Schiff | Bahn | LKW  | Gesamt |
| ---- | ------ | ---- | ---- | ------ |
| 2005 | 450    | 153  | 1760 | 2363   |
| 2006 | 358    | 198  | 1930 | 2486   |
| 2007 | 362    | 121  | 1955 | 2438   |
| 2008 | 338    | 156  | 1935 | 2429   |
| 2009 | 385    | 203  | 1919 | 2507   |
| 2010 | 400    | 293  | 2185 | 2878   |
| 2011 | 296    | 269  | 2221 | 2787   |
| 2012 | 306    | 256  | 2224 | 2786   |
| 2013 | 309    | 279  | 2498 | 3086   |
| 2014 | 342    | 282  | 2566 | 3190   |
| 2015 | 308    | 297  | 2643 | 3248   |
| 2016 | 322    | 310  | 2687 | 3320   |
| 2017 | 270    |      |      |        |

| Schiff | 9,7 %  |
| Bahn   | 9,3 %  |
| LKW    | 80,9 % |

| Jahr | Schiffe | Passagiere |
| ---- | ------- | ---------- |
| 2008 | 458     | 66.591     |
| 2009 | 439     | 65.833     |
| 2010 | 451     | 66.516     |
| 2011 | 514     | 76.180     |
| 2012 | 578     | 89.931     |
| 2013 | 553     | 89.000     |
| 2014 | 796     | 130.000    |
| 2015 | 874     | 145.907    |
| 2016 | 854     | 141.291    |